# 수도 (통영시)
수도(水島)는 경상남도 통영시 용남면 지도리의 부속 섬이다. 거제도 해안에서 약 3.5km인 해상에 있다. 일명 '물섬'이라고도 하며, 주변에 동쪽으로 가조도, 북쪽으로 어의도가 있다. 주민들은 수산업에 종사하며, 주변 연안에는 양식장이 많다. 거제도 성포에서 정기적으로 여객선(07:00, 13:00)이 운행되고 있다.

## 어항 시설
수도에 있는 수도항과 동부항은 어촌정주어항이다.